# Хипнос (приповетка)
„Хипнос” (енгл. Hypnos) је приповетка америчког писца Хауарда Филипса Лавкрафта, написана у марту 1922. и први пут објављена у часопису National Amateur у мају 1923. године.

## Радња
Прича је написана из перспективе неименованог приповедача који живи у Кенту и касније Лондону. Он пише да се плаши спавања и решен је да забележи своју причу како га она не би још више избезумила, без обзира на то шта ће људи да мисле након читања.
Приповедач, вајар, препричава сусрет са мистериозним човеком на железничкој станици. У тренутку када је човек отворио своје „огромне, утонуле и веома сјајне очи”, приповедач је знао да ће странац постати његов пријатељ – „једини пријатељ онога који никада раније није имао пријатеља”. У очима странца био је сведок важног сазнања о мистеријама које је одувек желео да реши.
Од овог тренутка, свакодневно би додиривао свог пријатеља и вајао га. Ноћу би започињали своје авантуре, истражујући светове изван људског разумевања. Временом, приповедачев сапутник почиње да говори о коришћењу њихове способности да трансцендирају у непознато као начину за владавином универзумом (преко дроге). Приповедач је уплашен овом идејом и дезавуише такав хибрис читаоцу.
Ускоро приповедач креће у поход са својим пријатељом, путујући кроз празнину за коју објашњава да је изван могућности људских осећаја. Пролазећи кроз неколико баријера, приповедач на крају долази до оне коју не може да пређе, иако његов пријатељ то успева. Отварајући своје „физичке очи”, приповедач се буди и чека повратак свог пријатеља, који се буди тешко потресен и уздржан, упозоравајући само да морају по сваку цену да избегну сан.
Од тада, уз помоћ дроге, њих двојица избегавају сан, јер сваки пут када подлегну, чини се да обојица нагло старе и да их муче ноћне море које приповедач одбија да објасни. Прича се завршава тако што приповедач описује како је једне ноћи његов пријатељ пао у „сан дубоког дисања” и да га је било немогуће пробудити. Приповедач вришти, пада у несвест и буди се окружен полицијом и комшијама, који га обавештавају да његов пријатељ није стваран. У његовој соби постоји само биста његовог пријатеља, на којој је угравирана грчка реч: ΥΠΝΟΣ (Хипнос).

## Значај
Лавкрафт је посветио ову причу свом дугогодишњем пријатељу Самјуелу Лавману, који се појавио у његовим сновима који су инспирисали приповетке „Изјава Рандолфа Картера” и „Ниарлатотеп”. Лавман је сугерисао да је ово најбоља ствар коју је Лавкрафт икада написао до тог тренутка, што је Лавкрафт споменуо у једном писму.
Нацрт ове приче потиче из Лавкрафтове бележнице, из раног уноса (#23) који гласи: „Човек који не жели да спава – не усуђује се да спава – узима дрогу да би остао будан. Коначно заспи – и нешто се дешава.”
Као и у многим Лавкрафтовим делима, терор и свет су неспознатљиви. Ово се уклапа у уобичајене Лавкрафтове теме о страној и непријатељској природи универзума, бесконачности и свега. Чак и на крају приче, судбина и сами односи приповедача су препуштени упиту, што је Лавкрафтов стандардни modus operandi.